# Anthony Ireland
Anthony Bernard Ireland (Waterbury (Connecticut), 21 de septiembre de 1991) es un jugador de baloncesto estadounidense que pertenece a la plantilla del HydroTruck Radom de la Polska Liga Koszykówki, la primera división del baloncesto polaco. Con 1,78 metros de estatura, juega en la posición de base. 

## Trayectoria deportiva
Jugó cuatro temporadas con Loyola Marymount Lions y tras no ser elegido en el Draft de la NBA de 2014, debutó como profesional en Francia en las filas del Élan Chalon donde participó en la temporada 2014-15, disputando 33 partidos con una media anotadora de 9,21 puntos por partido.
Más tarde, jugaría en Grecia, Polonia. Durante la temporada 2017-18, juega en Lituania en las filas del BC Juventus Utenos con el que jugaría liga doméstica promediando un gran 43% desde el triple, con 14 puntos, 3,6 rebotes y 4,7 asistencias por partido. También disputó 16 encuentros de la FIBA Champions donde se fue hasta los 13 puntos, 3 rebotes y 4 asistencias.
El 18 de octubre de 2018 firmó con el Avtodor Saratov para jugar la VTB United League y Europe Cup.
En la temporada 2019-20, jugaría en el Sport Lisboa e Benfica de la Liga Portuguesa de Basquetebol.
Comenzaría la temporada 2020-21, en las filas del BC Körmend de la Nemzeti Bajnokság I/A, promediando 14.8 puntos y 4.7 asistencias por partido.
El 4 de mayo de 2021, firma por el HydroTruck Radom de la Polska Liga Koszykówki, la primera división del baloncesto polaco.